# Tromboon
Il tromboon (o trombotto) è uno strumento musicale aerofono ad ancia doppia. È realizzato montando la "esse" di un fagotto sul canneggio di un trombone: il nome deriva infatti dalla fusione dei termini inglesi trombone (che significa appunto trombone) e bassoon (cioè fagotto).
Peter Schickele, ideatore del personaggio P. D. Q. Bach, lo definisce "un ibrido costruito con parti di fagotto e di trombone, che ha tutti gli svantaggi di entrambi".

## Impiego
È uno strumento particolarmente raro e bizzarro. Non viene usato sistematicamente in orchestra, né in bande a fiati, né nel jazz. Il suo suono è potente e grave, a metà tra il comico e l'inquietante. È stato impiegato dall'immaginario compositore P. D. Q. Bach (pseudonimo di Peter Schickele) nel suo oratorio The Seasonings, in Serenude (for devious instruments) ed in Shepherd on the Rocks, With a Twist.